# Kenneth Hayes Miller
Kenneth Hayes Miller (ur. 11 marca 1876 w Oneidzie, zm. 1 stycznia 1952 w Nowym Jorku) – amerykański malarz, grafik i pedagog. Najbardziej znany jako wykładowca uczelni artystycznej Art Students League of New York, w której nauczał ponad 40 lat.

## Życiorys i twórczość
Kenneth Hayes Miller urodził się w 1876 roku w Oneidzie, w stanie Nowy Jork. W 1880 roku jego rodzina przeprowadziła się do Nowego Jorku, gdzie uczęszczał do Horace Mann School. W 1892 roku zapisał się na zajęcia malarstwa i rysunku w Art Students League of New York, studiując pod kierunkiem Kenyona Coxa. Następnie studiował pod kierunkiem Williama Merritta Chase’a w New York School of Art, gdzie w 1899 roku został wykładowcą. W tym samym roku Miller po raz pierwszy pojechał do Europy. Po zamknięciu New York School of Art w 1911 roku Miller rozpoczął pracę w charakterze wykładowcy w Art Students League, na którym to stanowisku pozostał aż do 1951 roku. Wśród jego studentów byli między innymi: Isabel Bishop, Yasuo Kuniyoshi i Reginald Marsh. W swoich wykładach Miller podkreślał znaczenie studiowania sztuki przeszłości, w szczególności tej z okresu renesansu. Przyczynił się także do odrodzenia technik dawnych mistrzów, takich jak kazeina i tempera. Techniki te adoptowali jego wychowankowie, tacy jak Reginald Marsh, Paul Cadmus, Edward Laning i inni.
Prace z pierwszego, długiego okresu twórczości Millera wypełniają głównie nagie postacie, umieszczone w wyidealizowanych, romantycznych pejzażach. Te poetyckie, nieco symboliczne obrazy, podobne do dzieł współczesnych mu artystów, takich jak: Arthur Bowen Davies i Bryson Burroughs, inspirowane były w dużej mierze przez Alberta Pinkhama Rydera, którego Miller podziwiał i z którym przyjaźnił się. W 1913 roku Miller wystawił cztery prace w Armory Show. Swoją pierwszą wystawę indywidualną miał w 1916 roku w nowojorskiej Macbeth Gallery. Po I wojnie światowej zwrócił się w stronę realizmu. Podobnie jak malarze Ashcan School stał się piewcą zwykłego człowieka, ale w przeciwieństwie do nich człowiek był dla niego pretekstem do plastycznej interpretacji. Po tym, jak rozjaśnił swoją paletę a kontury obiektów kreślił wyraźniej, jego styl malarski stał się mniej nastrojowy. W 1923 roku przeniósł swoją pracownię do dzielnicy w pobliżu East 14th Street i Union Square, pełnej sklepów i restauracji. Tam poszukiwał tematów do swoich obrazów. Przedstawiane przez niego jędrne kobiety, robiące zakupy w grupach, parami lub samotnie ugruntowały jego pozycję w latach 20. i 30. Kontynuował również malowanie aktu kobiecego, ale postacie umieszczał we wnętrzach, czyniąc ich ciała bardziej zmysłowymi i realnymi, niż w swoich wcześniejszych, wyidealizowanych dziełach. Nawiązując do swoich zainteresowań sztuką dawnych epok chciał, aby przedstawiane przez niego kobiety ucieleśniały nowoczesną, amerykańską kobiecość połączoną z cechami kobiet przedstawianych przez Tycjana, Rubensa i Renoira. W ciągu całej swojej kariery interesował się również akwafortą, czasem powtarzając w tej technice swoje obrazy olejne.
W 1929 roku wziął udział w pierwszej wystawie prac amerykańskich artystów, Paintings by Nineteen Living Americans w Museum of Modern Art. W 1942 roku został członkiem stowarzyszonym National Academy of Design, a dwa lata później pełnym członkiem. W 1947 roku został członkiem National Institute of Arts and Letters. Zmarł w Nowym Jorku w 1952 roku.